# Juan Pablo Colinas
Juan Pablo Colinas Ferreras (León, 2 settembre 1978) è un ex calciatore spagnolo, di ruolo portiere.

## Caratteristiche tecniche
Pur non essendo perfetto stilisticamente, è un portiere in possesso di discreti riflessi e senso della posizione.

## Carriera
Muove i suoi primi passi nel Leonesa, prima di approdare all'Alavés. Esordisce nella Liga il 22 settembre 2002 contro il Villarreal. Nel 2005 passa al Numancia, in Segunda División. Partito come terza scelta nelle gerarchie di Enrique Martín Monreal, riesce con il passare delle giornate ad imporsi come titolare.
Il 20 giugno 2007 viene tesserato dal Tenerife. Prima scelta tra i pali, da metà marzo perde il posto a favore di Raúl Navas. Decide quindi di interrompere il proprio rapporto con la società con un anno di anticipo, tornando al Numancia.
Il 22 giugno 2009 firma un triennale con lo Sporting Gijón. L'11 luglio 2013 viene tesserato per una stagione dal Maccabi Tel Aviv. Esordisce con gli israeliani il 17 luglio contro il Győr, incontro valido per i preliminari di Champions League.
Il 12 gennaio 2016 - rescisso il contratto con il Maccabi - torna al Numancia firmando un contratto valido fino a giugno, in modo da sopperire alla cessione di Biel Ribas.
Nonostante avesse annunciato il proprio ritiro a settembre, il 10 febbraio 2017 accetta l'offerta dell'AEK Larnaca, legandosi ai ciprioti fino al termine della stagione. Esordisce con i gialloverdi il 22 febbraio contro l'Anorthosis, partita valida per i quarti di finale della Coppa di Cipro.

## Statistiche

### Presenze e reti nei club
| Stagione                | Squadra                 | Campionato              | Campionato | Campionato | Coppe nazionali | Coppe nazionali | Coppe nazionali | Coppe continentali | Coppe continentali | Coppe continentali | Altre coppe | Altre coppe | Altre coppe | Totale | Totale |
| Stagione                | Squadra                 | Comp                    | Pres       | Reti       | Comp            | Pres            | Reti            | Comp               | Pres               | Reti               | Comp        | Pres        | Reti        | Pres   | Reti   |
| ----------------------- | ----------------------- | ----------------------- | ---------- | ---------- | --------------- | --------------- | --------------- | ------------------ | ------------------ | ------------------ | ----------- | ----------- | ----------- | ------ | ------ |
| 2000-2001               | Alavés B                | SDB                     | 37         | -36        | -               | -               | -               | -                  | -                  | -                  | -           | -           | -           | 37     | -36    |
| 2001-2002               | Alavés B                | SDB                     | 32         | -28        | -               | -               | -               | -                  | -                  | -                  | -           | -           | -           | 32     | -28    |
| Totale Alavés B         | Totale Alavés B         | Totale Alavés B         | 69         | -64        |                 | -               | -               |                    | -                  | -                  |             | -           | -           | 69     | -64    |
| 2002-2003               | Alavés                  | PD                      | 5          | -8         | CR              | 0               | 0               | CU                 | 0                  | 0                  | -           | -           | -           | 5      | -8     |
| 2003-2004               | Alavés                  | SD                      | 5          | -3         | CR              | 8               | -7              | -                  | -                  | -                  | -           | -           | -           | 13     | -10    |
| 2004-2005               | Alavés                  | SD                      | 5          | -6         | CR              | 1               | -1              | -                  | -                  | -                  | -           | -           | -           | 6      | -7     |
| Totale Alavés           | Totale Alavés           | Totale Alavés           | 15         | -17        |                 | 9               | -8              |                    | 0                  | 0                  |             | -           | -           | 24     | -25    |
| 2005-2006               | Numancia                | SD                      | 30         | -34        | CR              | 0               | 0               | -                  | -                  | -                  | -           | -           | -           | 30     | -34    |
| 2006-2007               | Numancia                | SD                      | 41         | -41        | CR              | 0               | 0               | -                  | -                  | -                  | -           | -           | -           | 41     | -41    |
| 2007-2008               | Tenerife                | SD                      | 29         | -33        | CR              | 0               | 0               | -                  | -                  | -                  | -           | -           | -           | 29     | -33    |
| 2008-2009               | Numancia                | PD                      | 37         | -64        | CR              | 0               | 0               | -                  | -                  | -                  | -           | -           | -           | 37     | -64    |
| 2009-2010               | Sporting Gijón          | PD                      | 38         | -51        | CR              | 0               | 0               | -                  | -                  | -                  | -           | -           | -           | 38     | -51    |
| 2010-2011               | Sporting Gijón          | PD                      | 25         | -30        | CR              | 0               | 0               | -                  | -                  | -                  | -           | -           | -           | 25     | -30    |
| 2011-2012               | Sporting Gijón          | PD                      | 37         | -65        | CR              | 0               | 0               | -                  | -                  | -                  | -           | -           | -           | 37     | -65    |
| 2012-2013               | Sporting Gijón          | SD                      | 20         | -28        | CR              | 0               | 0               | -                  | -                  | -                  | -           | -           | -           | 20     | -28    |
| Totale Sporting Gijón   | Totale Sporting Gijón   | Totale Sporting Gijón   | 120        | -174       |                 | 0               | 0               |                    | -                  | -                  |             | -           | -           | 120    | -174   |
| 2013-2014               | Maccabi Tel Aviv        | Lh                      | 26+7       | - 18 + -8  | CI              | 0               | 0               | UCL+UEL            | 4+8                | -5 + -8            | -           | -           | -           | 45     | -39    |
| 2014-2015               | Maccabi Tel Aviv        | Lh                      | 18+9       | -14 + -10  | CI+CdL          | 3+2             | -2 + -0         | UCL+UEL            | 4+2                | -3 + -3            | -           | -           | -           | 38     | -32    |
| ago. 2015               | Maccabi Tel Aviv        | Lh                      | 1          | -2         | CI+CdL          | 0+1             | -1              | UCL                | 6                  | -8                 | SI          | 1           | -2          | 9      | -13    |
| Totale Maccabi Tel Aviv | Totale Maccabi Tel Aviv | Totale Maccabi Tel Aviv | 61         | -52        |                 | 6               | -3              |                    | 24                 | -27                |             | 1           | -2          | 92     | -84    |
| gen.-giu. 2016          | Numancia                | SD                      | 4          | 4          | CR              | -               | -               | -                  | -                  | -                  | -           | -           | -           | 4      | -4     |
| Totale Numancia         | Totale Numancia         | Totale Numancia         | 112        | -143       |                 | 0               | 0               |                    | -                  | -                  |             | -           | -           | 112    | -143   |
| gen.-giu. 2017          | AEK Larnaca             | AK                      | 0+5        | -2         | CC              | 2               | -5              | UEL                | -                  | -                  | -           | -           | -           | 7      | -7     |
| 2017-2018               | AEK Larnaca             | AK                      | 26+8       | -24 + -10  | CC              | 0               | 0               | UEL                | 8                  | -5                 | -           | -           | -           | 37     | -32    |
| Totale AEK Larnaca      | Totale AEK Larnaca      | Totale AEK Larnaca      | 42         | -39        |                 | 2               | -5              |                    | 8                  | -5                 |             | -           | -           | 44     | -39    |
| Totale carriera         | Totale carriera         | Totale carriera         | 445        | -519       |                 | 17              | -16             |                    | 32                 | -32                |             | 1           | -2          | 495    | -569   |

## Palmarès

### Club

#### Competizioni nazionali
- Campionato israeliano: 2

Maccabi Tel Aviv: 2013-2014, 2014-2015
- Coppa d'Israele: 1

Maccabi Tel Aviv: 2014-2015
- Coppa Toto: 1

Maccabi Tel Aviv: 2014-2015
- Coppa di Cipro: 1

AEK Larnaca: 2017-2018